# Альбо, Йосеф
Йосеф Альбо (ивр. יוסף אלבו‎), ок. 1380—1444) — испанский раввин, философ и проповедник XV века. Знал математику, медицину, был знаком с христианской теологией. Был в числе арагонских раввинов, участвовавших в религиозном диспуте 1413—1414 годов в Тортосе, в присутствии папы Бенедикта XIII, с отпавшим от еврейства раввином Иосуа Алорка, носившим в христианстве имя Жеронимо де Санта Фе.
Альбо известен, главным образом, как автор многократно переиздававшегося сочинения об основах иудаизма «Иккарим» («Корни»; 1425), включенного другим раввином в список запрещённых католичеством книг «Очистительный индекс» (Index expurgatorius) в 1596 году. Генкель признал за Альбо историческую роль в еврейской истории, а именно апологета иудаизма против нападок христианских учёных. Также Альбо был назван «первым еврейским мыслителем, имевшим мужество согласовать философию с религией и даже отождествить их». Цель жизни видел в необходимости стремления человека к самоусовершенствованию и этим путём достижения вечного блаженства.

## Биография
Местом рождения Альбо считается испанский город Монреаль в Арагоне; однако с уверенностью утверждать это невозможно. В своём сообщении о продолжительном религиозном диспуте в Тортосе (1413—1414) Астрюк упоминает об Альбо — как об одном из еврейских участников этого спора — и называет его делегатом монреальской общины. Однако в латинской версии об этом диспуте нет упоминания о Монреале; поэтому достоверность утверждения о родине спорна.
Грец полагал, что Альбо было не менее 30 лет, когда его отправили на диспут (1413); поэтому он относил дату рождения Альбо приблизительно к 1380 году. Дата смерти его также с точностью не установлена; по-видимому, он умер в 1444 г., хотя некоторые относят смерть Иосифа Альбо к 1430 году. Впрочем, о его проповеднической деятельности в городе Сория упоминается под 1433 годом.

### Знаток медицины
Употребление Альбо медицинских терминов повело к предположению, что он был адептом медицины и, быть может, даже практикующим врачом, подражая в этом случае примеру других, предшествующих ему, еврейских писателей по философским вопросам. Сам он, по собственному признанию, всецело ушёл в изучение арабских философов-аристотельянцев, хотя своё знакомство с их сочинениями он приобрёл, по всей вероятности, из вторых рук, черпая его из еврейских переводов.

### Ученик Крескаса
Альбо считал своим учителем Хасдая Крескаса (1340, Барселона — 1410), известного автора религиозно-философского сочинения «Or Adonai» («Свет Господа», ок. 1410).

### Диспут
Участвовал в еврейско-христианском диспуте в Тортосе (1413 год), следствием которогo стало написание книги «Сефер ха-‘иккарим» («Книга принципов»), трактата о еврейских догматах веры (1425 год).

Титульный лист основной книги Альбо «Иккарим»

## «Иккарим»
Сочинение было составлено не сразу целиком. Первая часть его была издана самостоятельной книгой. Она даёт полное представление о характере философии Альбо и о способе его мышления. Когда же обнародование этого сочинения вызвало поток ругательств и нападок в адрес автора, Альбо был вынужден прибавить к своему труду ещё три трактата, с целью расширить свою аргументацию и пояснить взгляды в первой части труда.
В основной части Альбо пересмотрел систему основ веры у своих предшественников, оставил всего три основы против 13 Маймонида и шести Крескаса: существование Бога, истинность Торы и конечное воздаяние; построил оригинальную систему верований иудаизма, различая «корни» и «ветки» веры.
Книга была переведена:
- на латинский язык — французским профессором богословия Женебраром (Париж, 1566) и Перчом (Йена, 1720);
- на немецкий — Шлезингером (Dr. W. Schlesinger, раввин из Зульцбаха; изд. Франкфурт-на-Майне, 1844).

Через 30 лет после первого перевода на латинский язык, книга подверглась католической цензуре: была включена в «Очистительный индекс» (Index expurgatorius; 1596), составленный цензором Доменико Иерусалимским.

## Критика
Насчёт действительной ценности Альбо как мыслителя, мнения исследователей XIX века еврейской философии расходятся. Признавая, что «Иккарим» составляет эпоху в еврейской теологии, Мунк особенно старательно подчеркивает малоценность этого сочинения в философском смысле. Грец упрекал автора в поверхностности и пристрастии к многоречивости, которые объясняются его гомилетическими приёмами, благодаря которым строгая логичность мысли заменяется у него ничего не говорящим многословием. Людвиг Шлезингер, составивший введение к немецкому переводу «Иккарим» своего брата (Франкф.-н.-М., 1844), утверждал, что Альбо дал лишь немного больше, чем известный символ веры Маймонида (ум. 1204), притом в схематической форме.
С другой стороны, С. Бак в посвящённой Альбо диссертации (Бреславль, 1869) ставит его на чрезвычайную высоту: «Альбо не только придаёт религии философское обоснование, но и саму философию признаёт по существу религиозной». Α. Тёнцер полагал, что сочинение «Иккарим» представляло прекрасно разработанный вклад в апологетику иудаизма. Генкель пишет об этом так: при беглом взгляде на всю историю евреев сразу бросаются в глаза четыре момента, когда еврейская твердыня веры подвергалась нападениям врагов иудаизма:
- когда в Александрии возникло греческое влияние, вызвавшее в виде отпора систему Филона;
- позже нападки караимов и мусульманских учёных вызвали контроверсы раввинов;
- Маймонид, в свою очередь, является представителем реакции, вызванной влиянием аристотельянцев;
- наконец, Альбо выступает на арене еврейской истории как апологет иудаизма против нападок христианских богословов.

Эти четыре момента в истории развития философской догматики иудаизма Генкель предлагает постоянно иметь в виду, особенно при оценке методов Альбо.